# Młyn na Grobli w Piątku
Młyn na Grobli w Piątku (także Młyn Grobelna) – młyn zbożowy wodno-elektryczny nad Moszczenicą wybudowany ok. 1880. Znajduje się w Piątku, w województwie łódzkim.

## Historia miejsca
Młyn w tej lokalizacji istniał od czasów średniowiecznych i należał do majątku Pokrzywnicy. W 1864 r. zawarta została wieczysta dzierżawa młyna Grobelna pomiędzy hrabią Pawłem Łubieńskim a Stanisławem Wojciechowskim. Według lokalnej tradycji poprzednikiem obecnego młyna był drewniany młyn parterowy, kryty słomą, usytuowany częściowo na palach nad wodą (część produkcyjna) i częściowo na stałym lądzie (część mieszkalna).

## Obecny młyn
Około 1880 r. wybudowano dwupiętrowy, drewniany młyn wodny z dachem dwuspadowym, krytym gontami. Był wyposażony w 2 stawidła ruchome, 1 stawidło stałe i 2 zastawki, a także 2 pary kamieni młyńskich, żubrownik, perlak i jagielnik. Był poruszany kołem wodnym podsiębiernym. W 1908 r. zainstalowano turbinę wodną i dwie pary walców, a następnie (1910) silnik na gaz ssany. W latach 1918–1919 doszło do znacznej przebudowy młyna. Został on wówczas podmurowany i wyposażony w 3 pary walców, perlak, jagielnik oraz nowe urządzenia czyszczące. Jego zdolność przemiałowa wynosiła wówczas 7-8 t zboża na dobę. Do 1930 r., tj. do czasu uruchomienia elektrowni w Piątku, młyn na Grobli dostarczał energię elektryczną dla miejscowości. W 1952 r. został upaństwowiony. W okresie PRL znajdował się pod zarządem Gminnej Spółdzielni "Samopomoc Chłopska". W 1967 r. doszło do kolejnej przebudowy i zainstalowania napędu elektrycznego. W latach 70. był już budynkiem częściowo murowanym a częściowo drewnianym. Po 1990 r. ponownie stał się własnością prywatną. Od 1992 r. był zarządzany przez spółkę "Młyn na Grobli". W tym okresie zakupiono nowe wyposażenie i znacznie zwiększono moce przerobowe młyna. W 2001 r. młyn przerabiał ok. 25 t zboża na dobę, produkując mąkę pszenną i żytnią oraz otręby. W 2024 r. jest nieczynny. 